# Phoxim

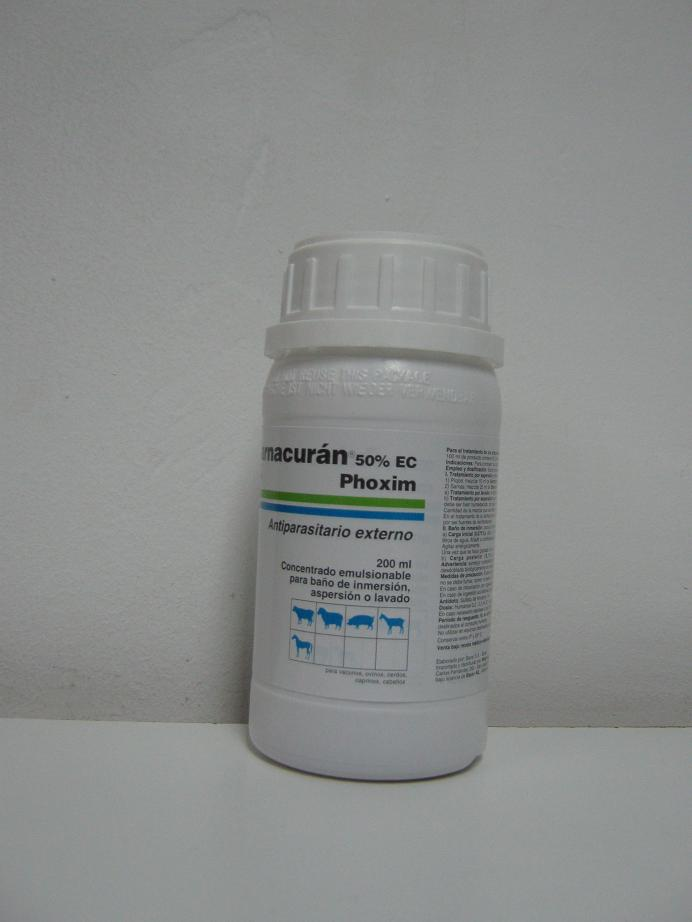
Sarnacurán®

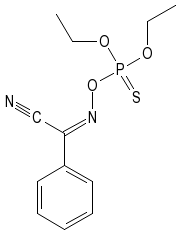

Phoxim O-(2-cianobencilidenamino)-O,O-dietiltiofosfato es un insecticida organofosforado que es producido por la compañía Bayer, un análogo dimetil éster. En la Unión Europea su uso es limitado. Está prohibido en las cosechas en la European Union desde 2007.
Es un ectoparasitida, usado en ácaros. Se emplea en veterinaria y es un acaricida.